# Arncroach
Arncroach ist ein Weiler in der Region East Neuk der schottischen Council Area Fife. Er liegt etwa drei Kilometer nördlich von St Monans und neun Kilometer südlich von St Andrews nahe dem Nordufer des Firth of Forth.

## Geschichte
Rund 500 m östlich von Arncroach befindet sich die Burg Kellie Castle. Erstmals wurde sie im Jahre 1150 in einer Urkunde des schottischen Königs David I. erwähnt. Die Villa Gibliston House befindet sich rund 1,2 km westlich von Arncroach. Sie wurde vermutlich um 1820 für Robert Gillespie Smith of Gibliston erbaut. 1916 erwarb Robert Lorimer die Villa. Die Free Church of Scotland ließ 1845 ein Kirchengebäude im Zentrum des Weilers erbauen. 1955 wurde dort eine Gemeindehalle eingerichtet. Zwischen 1961 und 2001 lag die Einwohnerzahl Arncroachs weitgehend unverändert um 100.

## Verkehr
Arncroach liegt an einer nichtklassifizierten Nebenstraße zwischen der B940 und der B9171. Innerhalb weniger Kilometer Entfernung verlaufen die A915 (St Andrews–Kirkcaldy) sowie die Küstenstraße A917 (St Andrews–Upper Largo) am Firth of Forth.